# Boogschieten op de Olympische Zomerspelen 1900

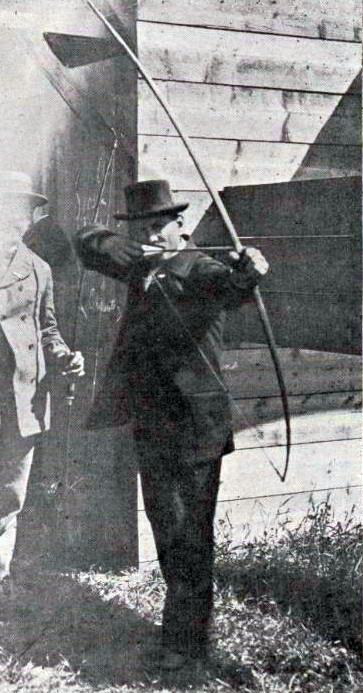
Momentopname tijdens de Olympische Zomerspelen 1900

Boogschieten is een van de sporten die beoefend werden tijdens de Olympische Zomerspelen 1900 in Parijs.

## Heren

### au cordon doré, 50 m
| rang   | sporter          | land | score |
| ------ | ---------------- | ---- | ----- |
| Goud   | Henri Hérouin    | FRA  | 31    |
| Zilver | Hubert Van Innis | BEL  | 29    |
| Brons  | Émile Fisseux    | FRA  | 28    |
| 4      | Henri Helle      | FRA  | 27    |
| 5      | Edouard Beaudoin | FRA  | 26    |
| 6      | Denet            | FRA  | 26    |
| 7      | Galinard         | FRA  | 26    |
| 8      | Lecomte          | FRA  | 25    |

### au cordon doré, 33 m
| rang   | sporter                | land | score |
| ------ | ---------------------- | ---- | ----- |
| Goud   | Hubert Van Innis       | BEL  |       |
| Zilver | Victor Thibaud         | FRA  |       |
| Brons  | Charles Frédéric Petit | FRA  |       |
| 4-8    | 5 onbekende deelnemers |      |       |

### au chapelet, 50 m
| rang   | sporter                | land | score |
| ------ | ---------------------- | ---- | ----- |
| Goud   | Eugène Mougin          | FRA  |       |
| Zilver | Henri Helle            | FRA  |       |
| Brons  | Emile Mercier          | FRA  |       |
| 4      | Hubert Van Innis       | BEL  |       |
| 5-6    | 2 onbekende deelnemers |      |       |

### au chapelet, 33 m
| rang   | sporter                | land | score |
| ------ | ---------------------- | ---- | ----- |
| Goud   | Hubert Van Innis       | BEL  |       |
| Zilver | Victor Thibaud         | FRA  |       |
| Brons  | Charles Frédéric Petit | FRA  |       |
| 4-6    | 3 onbekende deelnemers |      |       |

### sur la perche à la herse
| rang   | sporter              | land | score |
| ------ | -------------------- | ---- | ----- |
| Goud   | Emmanuel Foulon      | BEL  |       |
| Zilver | Auguste Serrurier    | FRA  |       |
| Zilver | Émile Druart         | BEL  |       |
| 4-?    | onbekende deelnemers |      |       |

### sur la perche à la pyramide
| rang   | sporter              | land | score |
| ------ | -------------------- | ---- | ----- |
| Goud   | Émile Grumiaux       | FRA  |       |
| Zilver | Auguste Serrurier    | FRA  |       |
| Brons  | Louis Glineur        | BEL  |       |
| 4-?    | onbekende deelnemers |      |       |

## Medaillespiegel
| rang   | land      | goud | zilver | brons | totaal |
| ------ | --------- | ---- | ------ | ----- | ------ |
| 1      | Frankrijk | 3    | 5      | 4     | 12     |
| 2      | België    | 3    | 2      | 1     | 6      |
| totaal | totaal    | 6    | 7      | 5     | 18     |

Parijs 1900 · 
St. Louis 1904 · 
Londen 1908 · 
Antwerpen 1920 · 
München 1972 · 
Montréal 1976 · 
Moskou 1980 · 
Los Angeles 1984 · 
Seoel 1988 · 
Barcelona 1992 · 
Atlanta 1996 · 
Sydney 2000 · 
Athene 2004 · 
Peking 2008 · 
Londen 2012 · 
Rio de Janeiro 2016 · 
Tokio 2020 · 
Parijs 2024 · 
Los Angeles 2028
Medaillewinnaars 
Atletiek · Boogschieten · Cricket · Croquet · Golf · Paardensport · Pelota · Polo · Roeien · Rugby · Schermen · Schietsport · Tennis · Touwtrekken · Turnen · Voetbal · Waterpolo · Wielersport · Zeilen · Zwemmen